# Halone bancrofti
Halone bancrofti là một loài bướm đêm thuộc phân họ Arctiinae, họ Erebidae.